# Labidochromis vellicans
Labidochromis vellicans är en fiskart som beskrevs av Trewavas, 1935. Labidochromis vellicans ingår i släktet Labidochromis och familjen Cichlidae. IUCN kategoriserar arten globalt som livskraftig. Inga underarter finns listade i Catalogue of Life.